# سیارک ۴۸۹۰۹
سیارک ۴۸۹۰۹ (به انگلیسی: 48909 Laurake، نامگذاری:1998MK40) چهل و هشت هزار و نهصد و نهمین سیارک کشف شده‌است که در ۲۶ ژوئن ۱۹۹۸ کشف شد.